# Franz von Nesselrode-Ehreshoven (Politiker)
Franz Bertram von Nesselrode-Ehreshoven (* 1. Dezember 1783 in Düsseldorf; † 7. Dezember 1847 auf Schloss Ehreshoven) war ein deutscher Rittergutsbesitzer und Politiker aus dem Adelsgeschlecht Nesselrode.

## Familie
Von Nesselrode-Ehreshoven war der Sohn von Karl Franz Alexander Johann Wilhelm von Nesselrode-Ehreshoven und dessen Ehefrau Maria Josepha geborene Gräfin von Hatzfeld-Wildenbruch. Er war katholisch und heiratete am 16. November 1816 Marie Ludovica Walburgis Henrica Theresia Freiin von Hanxleben (getauft 2. April 1799 in Münster (St. Lamberti); † 3. Januar 1850 ebenda). Maximilian von Nesselrode-Ehreshoven war ein gemeinsamer Sohn.

## Leben
1807 trat er in die preußische Armee ein. 1815 war er dort Obristleutnant beim 1. Rheinischen Landwehr-Kavallerieregiment (Xanten). Er war Rittergutsbesitzer (Gut Wegberg, Kreis Erkelenz), lebte aber in Düsseldorf. Von 1826 bis 1837 und erneut von 1843 bis 1845 war er Abgeordneter im Provinziallandtag der Rheinprovinz. 1847 gehörte er dem Ersten Vereinigten Landtag an.
1833 wurde er mit dem Roter Adlerorden 3. Klasse, 1840 mit dem Roter Adlerorden 2. Klasse und dann mit dem Roter Adlerorden mit der Schleife ausgezeichnet.